# Fürge wallaby
A fürge wallaby (Macropus agilis) a kúszóerszényes-alakúak (Diprotodontia) rendjéhez, ezen belül a kengurufélék (Macropodidae) családjához tartozó faj.

## Elterjedése, élőhelye
Ausztrália és Új-Guinea szigetén honos. Pedig ugyanúgy a nyitott erdőket, erdőszéleket, síkságokat kedveli, mint a kenguruk általában, ám külön kedvence a folyóparti homokföveny, ahol előszeretettel napoznak.

## Alfajai
- M. a. agilis - Északi terület
- M. a. jardinii - Queensland keleti partjai
- M. a. nigrescens - Kimberley és az Arnhem-föld
- M. a. papuanus - Pápua Új-Guinea és a szomszédos szigetek

## Megjelenése
Homokszínű szőre van. A fürge wallaby az egyik legnagyobb erszényes, a hím kétszer akkorára nő, mint a nőstény.

## Életmódja
Növényevő.

## Fordítás
- Ez a szócikk részben vagy egészben  az   Agile Wallaby című angol Wikipédia-szócikk fordításán alapul.  Az eredeti cikk szerkesztőit annak laptörténete sorolja fel. Ez a jelzés csupán a megfogalmazás eredetét és a szerzői jogokat jelzi, nem szolgál a cikkben szereplő információk forrásmegjelöléseként.